# Franz Seidenschwarz
Franz Seidenschwarz (* 16. Juni 1954 in Mindelstetten) ist ein deutscher Diplomat und Biologe.

## Leben
Nach dem Studium der Biologie und Chemie in München, heiratete Seidenschwarz 1984 seine von der philippinischen Insel Cebu stammende Frau Elizabeth Cinco, mit der er zwei Söhne hat. Seine Frau unterrichtet Deutsch in einer von ihr gegründeten Sprachschule. Der ältere Sohn ist Internist in einem New Yorker Krankenhaus, der jüngere ist Assistenzarzt im Perpetual Succor Hospital in Cebu City.
Von 1984 bis 1987 dozierte er an der Forstwissenschaftlichen Fakultät der Ludwig-Maximilians-Universität München. 1986 reiste er erstmals nach Cebu, um die Eltern seiner Frau zu treffen. Seit September 1987 lebt er mit seiner Familie in Cebu City. Von 1987 bis 2007 war Seidenschwarz als Professor und Berater an der Universität von San Carlos (USC) in Cebu City tätig. Am 23. April 1997 wurde er zum Ehrenbürger von Cebu (Adopted Son of Cebu) ernannt. Für die USC forschte er u. a. im Bereich Wasser und errichtete auf dem Campus Talamban ein kleines Büro für die Botanik-Forschungsgruppe, die sich vor Ort mit den natürlichen Ressourcen Cebus zur Nutzung in der Pharmazie, in der Medizin, in der Chemie und der Landwirtschaft befasste.
Seidenschwarz entdeckte das Weibchen der Stabschreckenart Theramenes mandirigma. 2013 beschrieb er die Baumart Cynometra cebuensis aus der Familie der Hülsenfrüchtler (Fabaceae).

## Dedikationsnamen und Auszeichnungen
Während seiner Feldarbeit entdeckte Seidenschwarz die Libellenart Risiocnemis seidenschwarzi und die Kletterpflanzenart Eriostemma seidenschwarzii, die beide wissenschaftlich nach ihm benannt wurden.
Am 23. April 1997 wurde er zum Ehrenbürger von Cebu ("Adopted Son of Cebu") ernannt. Am 29. April 2009 wurde er als Honorarkonsul der Bundesrepublik Deutschland für Cebu in sein Amt eingeführt. Am 13. Februar 2020 wurde ihm das Bundesverdienstkreuz am Bande verliehen.

## Schriften
- Franz Seidenschwarz: Plant World of the Philippines: An Illustrated Dictionary of Visayan Plant Names with Their Scientific, Tagalog and English Equivalents, University of San Carlos, 1994, ISBN 978-97-1100-065-3